# San Pedro de Latarce (kommunhuvudort)
San Pedro de Latarce är en kommunhuvudort i Spanien.   Den ligger i provinsen Provincia de Valladolid och regionen Kastilien och Leon, i den centrala delen av landet, 200 km nordväst om huvudstaden Madrid. San Pedro de Latarce ligger 709 meter över havet och antalet invånare är 611.
Terrängen runt San Pedro de Latarce är platt. Runt San Pedro de Latarce är det glesbefolkat, med 8 invånare per kvadratkilometer. Närmaste större samhälle är Villalpando, 16,1 km norr om San Pedro de Latarce. Trakten runt San Pedro de Latarce består till största delen av jordbruksmark.